# Tycherus boreoalpinus
Tycherus boreoalpinus là một loài tò vò trong họ Ichneumonidae.